# حسن بريجاني
حسن بريجاني (12 أبريل 1961 – 23 يوليو 2020) كان ممثلاً إيراني-سويدي.

## السيرة الذاتية
نشأ بريجاني في شمال الإمبراطورية البهلوية. كان والده يريد له أن يصبح جراح دماغ، لكنه كان مهتمًا أكثر بالمسرح. تلقى تعليمه في التمثيل في طهران، لكنه اضطر لمغادرة البلاد في منتصف الثمانينيات بسبب تداعيات الثورة الإيرانية والحرب مع العراق، وسافر إلى السويد.
تعلم بريجاني اللغة السويدية بسرعة، وبعد بضعة أشهر فقط في البلاد حصل على عمل كمترجم في مجال الهجرة. في أواخر الثمانينيات، بدأ بريجاني بالتمثيل مجددًا وقدم أولى أدواره في مسرحية Främmande في مسرح أنغيريد في غوتنبرغ. كما ظهر في مسلسلات تلفزيونية مثل Tre Kronor على قناة TV4، وTusenbröder وOrka! Orka!.
عرف بريجاني لجمهور أوسع بدوره كـ سيرباندي في فيلم Hus i helvete عام 2002. كما شارك في أفلام مثل Beck – Det tysta skriket عام 2007 وBabas bilar عام 2006.
توفي حسن بريجاني في يوليو 2020 بعد معاناته من مرض فيروس كورونا 2019 خلال جائحة فيروس كورونا في السويد.

## الأعمال الفنية
- 2002 – Vera med flera
- 2002 – Hus i helvete
- 2003 – Paragraf 9 (مسلسل تلفزيوني)
- 2004 – Tusenbröder II
- 2005 – Orka! Orka!
- 2006 – Exit
- 2006 – Babas Bilar
- 2006 – Mäklarna
- 2006 – Möbelhandlarens dotter
- 2006 – LasseMajas detektivbyrå
- 2007 – Labyrint
- 2007 – Beck – Det tysta skriket
- 2007 – Råttatouille (صوت شخصية مصطفى)
- 2007 – Ett öga rött
- 2007–2009 – Hjälp!
- 2008 – LasseMajas detektivbyrå - Kameleontens hämnd
- 2008 – George
- 2010 – Saltön
- 2012 – Kontoret
- 2014 – LasseMajas detektivbyrå – Stella Nostra
- 2017 - Sveriges bästa svensk
- 2020 - Sveriges bästa svensk, الجزء الثاني

## وصلات خارجية
- حسن بريجاني في قاعدة بيانات الأفلام على الإنترنت